# Chastel-sur-Murat
Chastel-sur-Murat (Okzitanisch:Chastèl) ist eine ehemalige französische Gemeinde mit zuletzt 122 Einwohnern (Stand 1. Januar 2013) im Département Cantal in der Region Auvergne-Rhône-Alpes; sie gehörte zum Arrondissement Saint-Flour. Chastel-sur-Murat ist ein Ortsteil der Gemeinde Murat.
Die Gemeinde Chastel-sur-Murat wurde am 1. Januar 2017 nach Murat eingemeindet.

## Geografie
Chastel-sur-Murat liegt rund 21 Kilometer nordwestlich der Kleinstadt Saint-Flour im Gebiet des Regionalen Naturparks Volcans d’Auvergne. Es gehört zum Bergland Monts du Cantal. Die wichtigsten Gewässer sind die Bäche Foufouilloux, La Chevade, La Tioule und Le Bournantel und ein Teich im Moorgebiet von Brujaleine. Wichtigste Verkehrsverbindung ist die im Süden vorbeiführende Route nationale 122. Der nächstgelegene Bahnhof ist in Murat.
Nebst dem Dorf Chastel-sur-Murat gehörten noch Brugiroux, Brujaleine, Entremont, La Chevade, La Denterie, Le Moulin de Brujaleine, L’Haut-Mur und Le Lapsou zur Gemeinde.
Umgeben wurde die Gemeinde Chastel-sur-Murat von den Nachbargemeinden Dienne im Nordwesten und Norden, Chavagnac im Norden und Nordosten, Virargues im Osten, Murat im Süden und Südwesten sowie Laveissière im Westen.

## Bevölkerungsentwicklung der ehemaligen Gemeinde
| Jahr                       | 1793 | 1800 | 1806 | 1846 | 1866 | 1901 | 1911 | 1962 | 1968 | 1975 | 1982 | 1990 | 1999 | 2006 | 2012 |
| Einwohner                  | 527  | 473  | 573  | 499  | 411  | 404  | 306  | 176  | 154  | 126  | 106  | 100  | 96   | 125  | 128  |
| Quellen: Cassini und INSEE |      |      |      |      |      |      |      |      |      |      |      |      |      |      |      |

## Sehenswürdigkeiten
- Moor von Brujaleine
- Kapelle Saint-Antoine aus dem 12. Jahrhundert

Quelle: